# Aleksandr Antonov
Aleksandr Antonov, född 13 februari 1898, död 26 november 1962, var en sovjetisk skådespelare och regiassistent som medverkade i bland annat Pansarkryssaren Potemkin.

## Filmografi (filmer som haft svensk premiär)

### Roller
- 1925 - Pansarkryssaren Potemkin - matros Grigorij Vakulincuk
- 1925 - Strejken - arbetare, medlem av strejkkommittén
- 1938 - Den rika bruden - Danilo Budiak
- 1941 - Tåget över Alperna - Tiurin
- 1955 - Trettondagsafton - fartygskapten

### Regiassistent
- 1925 - Pansarkryssaren Potemkin
- 1929 - Kampen för jorden